# The Holly Cousins
The Holly Cousins ("Os Primos Holly"), também conhecidos como The Hollys ("Os Hollys"), foi uma dupla ("tag team") de wrestling profissional e, mais tarde, grupo ("stable") na World Wrestling Federation entre 1999 e 2001. Ela consistia dos "primos" Crash Holly, Hardcore Holly e Molly Holly.

## História

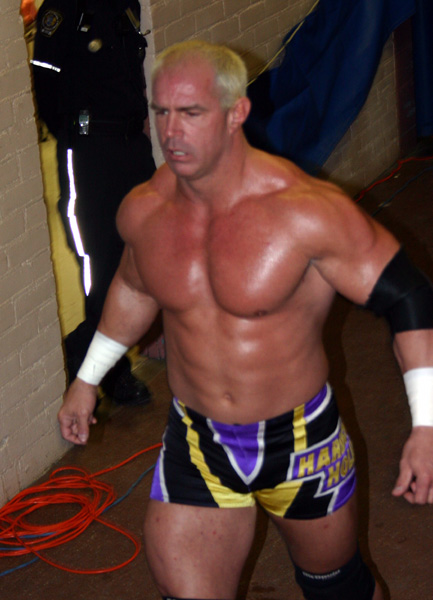
Hardcore Holly, 1/3 dos Holly Cousins.

### Primeira formação
Hardcore, que já havia estreado na World Wrestling Federation em 1994, apresentou seu "primo" Crash Holly em 16 de agosto de 1999. Após discutir sobre quem quem era o mais forte dos primos, a dupla lutou pela arena durante o restante do episódio. Eles lutaram como dupla pela primeira vez no SummerSlam, passando as semanas seguintes vezes como parceiros, vezes como rivais. A partir de setembro, os primos se tornaram uma dupla fixa, quando começaram a dizer pesar, juntos, 400 lb (180 kg), sendo considerados "super peso-pesados".
Em 19 de outubro de 1999, no Raw is War, Crash e Hardcore se tornaram Campeões Mundiais de Duplas, derrotando a Rock 'n' Sock Connection, após Mankind se recusar a entrar na luta, e Triple H interferir na mesma. Eles ficaram com os títulos por duas semanas, os perdendo para Mankind e seu novo parceiro Al Snow na edição de 4 de novembro do SmackDown!.

### Separação
No começo de 2000, os Holly começaram uma rivalidade pelo Hardcore Championship. Hardcore ganhou o título pela primeira vez em 1999, antes da estréia de Crash; no entanto, Crash ganhou o título em 22 de fevereiro, derrotando Test. A dupla logo começou a se enfrentar pelo título, incluindo uma "hardcore" Battle Royal no WrestleMania 2000, onde Crash começou como campeão, mas Hardcore terminou a luta sendo coroado o novo campeão. Crash reconquistou o título na noite seguinte, e logo depois, os Holly tiveram sua última luta como dupla por mais de seis meses.
Durante esse meses, Crash se concentrou na divisão hardcore, ganhando o título 22 vezes (após introduzir a regra "24/7"), ganhando o apelido de "o Houdini do Hardcore". Hardcore quebrou seu braço durante uma luta com Kurt Angle e ficou fora de combate durante a maior parte desses meses.

### Reforma
Em outubro de 2000, Crash começou uma rivalidade com Test e Albert. Isso trouxe a estréia de uma nova "prima", Molly Holly. Ela estreou em 6 de novembro, no Raw, atacando Trish Stratus, então manager do T&A. Isso levou a uma reformação dos Holly Cousins, para uma rivalidade com T & A e sua manager, Trish Stratus.
Apesar de Hardcore e Crash terem tido oportunidades pelo Tag Team Championship, eles nunca os ganharam. Eles continuaram competindo da "divisão Hardcore" e na divisão de tags pelos meses seguintes. Molly teve diversas oportunidades pelo Women's Championship, mas nunca o ganhou.
No começo de 2001, os Hollys começaram uma rivalidade com os Dudley Boyz. Em maio de 2001, Crash e Hardcore, com Bubba e D-Von Dudley começaram a se preocupar com o relacionamento entre Molly e Spike Dudley. Isso intensificou a rivalidade, com Spike e Molly no meio das duas duplas. Em 28 de maio de 2001, os Dudley Boys quebraram uma mesa com Molly, com Spike deitado na mesma para protegê-la.
Isso levou à última separação dos primos Holly, já que Molly começou a acompanhar Spike até suas lutas, Crash se juntou ao RAW até 2003, e Hardcore se feriu novamente.

### Após a separação
Crash competiu no Raw até ser mandado para o SmackDown!, antes de ser demitido da WWE em 30 de junho de 2003. Ele faleceu em 6 de novembro do mesmo ano. Molly deixou Spike, e se tornou duas vezes Campeã Feminina. Em 12 de abril de 2005, Molly deixou a companhia e se aposentou do wrestling profissional. Hardcore foi o último Holly a deixar a empresa, sendo demitido em 16 de janeiro de 2009.

## No wrestling
- Movimentos de finalização de Crash Holly
  - Corner springboard bulldog
  - Crash Course (Over the shoulder belly to back piledriver)
  - Crash Landing (Belly-to-back inverted mat slam)
  - Flowing snap DDT[2]
- Movimentos de finalização de Hardcore Holly
  - Alabama Slam[4]
  - Falcon Arrow/Hollycaust (Sitout suplex slam)
- Movimentos de finalização de Molly Holly
  - Molly-Go-Round[41]
  - Diving Sunset Flip - 2000

## Títulos e prêmios
- World Wrestling Federation
  - WWF Tag Team Championship - Crash Holly e Hardcore Holly (1 vez)[15]